# چنگ یائودونگ
چنگ یائودونگ (انگلیسی: Cheng Yaodong؛ زادهٔ ۶ ژوئن ۱۹۶۷) بازیکن فوتبال اهل چین است.
از باشگاه‌هایی که در آن بازی کرده‌است می‌توان به باشگاه فوتبال شانگهای گرینلند شنهوآ و باشگاه فوتبال بیجینگ رن اشاره کرد.
وی همچنین در تیم ملی فوتبال چین بازی کرده‌است.